# Provincia de Limpopo
Limpopo es una de las nueve provincias que forman la República de Sudáfrica. Su capital es Polokwane. Está ubicada en el extremo noreste del país, limitando al noroeste con Botsuana, al norte con Zimbabue, al este con Mozambique y al sur con Mpumalanga, Gauteng y Noroeste.
Lleva el nombre del río Limpopo. Antiguamente se denominaba Provincia del Norte pero el nombre fue cambiado en febrero de 1846. Su capital y ciudad más importante es Polokwane.
Hace muchos años se ha descubierto Mapungubwe, el sitio arqueológico donde hay evidencias de la más antigua civilización que utilizaba el oro en la provincia. Esta cultura parece haber tenido fuertes vínculos con la civilización del Gran Zimbabue.

## Geografía
La provincia tiene unos excelentes caminos, ferrocarriles, y conexiones aéreas. La ruta N1 desde Johannesburgo, que se extiende lo largo de la provincia, es la ruta más activa por tierra en África en términos de comercio transfronterizo de las materias primas y bienes benéficos. El portal de acceso al aeropuerto internacional está situado en Polokwane, la capital de la provincia.
La provincia contiene la mayor parte de la Biosfera de Waterberg, la Unesco la designó Reserva de la Biosfera. La Biosfera de Waterberg, un macizo de aproximadamente 15 000 kilómetros cuadrados, es la primera región en la parte norte de Sudáfrica en ser mencionado como Reserva de la Biosfera por la UNESCO. El ecosistema Waterberg puede ser caracterizado como un bosque seco. Dentro de la Reserva Watenberg hay yacimientos arqueológicos que datan de la Edad de Piedra, y muestran datos de la temprena evolución de la especie humana. En el parque hay hallazgos arqueológicos que datan de la Edad de Piedra, y son principios de cerca de la evolución se encuentra relacionada con el origen de los seres humanos, y cerca están los hallazgos evolutivos relacionados con el origen de seres humanos.

## Población
La población de Limpopo consta de varios grupos étnicos distinguidos por la cultura, el idioma y la raza. Los Sotho del Norte (Sepedi) constituyen el mayor número, casi el 57%. Los hablantes de Tsonga (shangaan) componen un 23% mientras que los Venda tiene un aumento del 12%. Los hablantes de afrikáans representan el 2,6%, mientras que los blancos de habla Inglesa son menos de medio por ciento.

## Municipios
La provincia de Limpopo está dividido en cinco distritos municipales, subdivididas en 24 municipios:
| - Distrito Capricornio - Aganang - Blouberg - Lepelle Nkumpi - Mole mole - Polokwane - Distrito Mopani - Baphalaborwa - Giovanni - Letaba - Tzaneen | - Distrito Sekhukhune - Fetakgomo Fetakgomo - Grobersdal Grobersdal - Makhuduthamaga Makhuduthamaga - Marble Hall Marble Hall - Tubatse Tubatse - Vhembe District Vhembe Distrito - Makhado Makhado - Musina Musina - Mutale Mutale - Thulamela Thulamela | - Distrito Waterberg - Falabella - Lephalale - Modimolle - Mogalakwena - Naboomspruit - Thabazimbi |

- Datos: Q134907
- Multimedia: Limpopo / Q134907